# Paul Lotz
Pour les articles homonymes, voir Lotz.
Paul Lotz (24 août 1877, Pontivy - 13 mai 1967, Saint-Aignan), est un homme politique français.

## Biographie
Paul Jules Marie Lotz est le fils de  Fernand Gaston Théodore Lotz, avoué à Pontivy, et de Marie Suzanne Anna Rochard.
Sorti ingénieur agricole de l'École nationale supérieure agronomique de Rennes, propriétaire du manoir de Bot-Pleven, il exploite son domaine agricole. 
Maire de Saint-Aignan de 1904 à 1947, il devient président de l'Office agricole départemental du Morbihan (-1940), du syndicat intercommunal d'électrification de la région de Pontivy, du comice agricole et du syndicat d'élevage du canton de Cléguérec, ainsi qu'administrateur-délégué de la Caisse régionale de Crédit agricole.
Lors de la Première Guerre mondiale, il est mobilisé avec le grade de lieutenant au service de l'état-major.
Maire de Saint-Aignan de 1904 à 1947, Lotz est vice-président du conseil général du Morbihan jusqu'en 1934 et député du Morbihan de 1932 à 1936.

## Sources
- « Paul Lotz », dans le Dictionnaire des parlementaires français (1889-1940), sous la direction de Jean Jolly, PUF, 1960 [détail de l’édition]
- « Paul Lotz », La Documentation française, Dictionnaire des parlementaires français (1940-1958), 1988-2005 [détail des éditions]